# Nanoarqueots
En taxonomia, els nanoarqueots (Nanoarchaeota) ("antic nan" en grec antic) són un fílum d'arqueus. Per bé que hi ha genomes seqüenciats per a diverses espècies dins el fílum, i algunes de candidates, l'única que es troba descrita amb profusió és el simbiont hipertermòfil d'Ignococcus hospitalis, Nanoarcheum equitans.